# بيرناو باي برلين
بيرناو باي برلين (بالإنجليزية: Bernau by BerlinK، و المعروفة باسم بيرناو ) هي بلدة تقع في ألمانيا في مقاطعة بارنيم في براندنبورغ في شرق ألمانيا، وتقع على بعد حوالي 10 كم (6.2 ميل) شمال شرق برلين.

## التاريخ
تشير الحفريات الأثرية في مواقع العصر الحجري الوسيط إلى أن المنطقة كانت مأهولة بالسكان منذ حوالي 8800 قبل الميلاد. تم ذكر المدينة لأول مرة في عام (1232). كان يكتب تاريخيا "Bärnau" [ɛʁnaʊ̯] ومنذ ذلك الحين تغيرت إلى برناو [ˈbɛrnaʊ̯]. لأسباب غير معروفة. وفقا للأسطورة ، سمح ألبرت الأول ملك براندنبورغ بتأسيس المدينة في عام (1140) بسبب البيرة الجيدة التي قدمت له.
شهدت مدينة بيرناو طفرة اقتصادية قبل حرب الثلاثين عاما. وقد تم بناء أجزاء كبيرة من الجدار الدفاعي مع بوابة المدينة والخنادق الرطبة خلال تلك الفترة. و قد ساعد ذلك مدينة بيرناو على الدفاع عن نفسها بنجاح ضد المهاجمين ، بما في ذلك الهوسيين في عام (1432). ومع ذلك ، تدهورت الأوضاع بعد الحرب والطاعون. قام فريدريك الأول ملك بروسيا بتوطين (25) عائلة هوغونوتية ، تضم الحرفيين والمزارعين وتجار وعلماء ، في البلدة عام (1699).

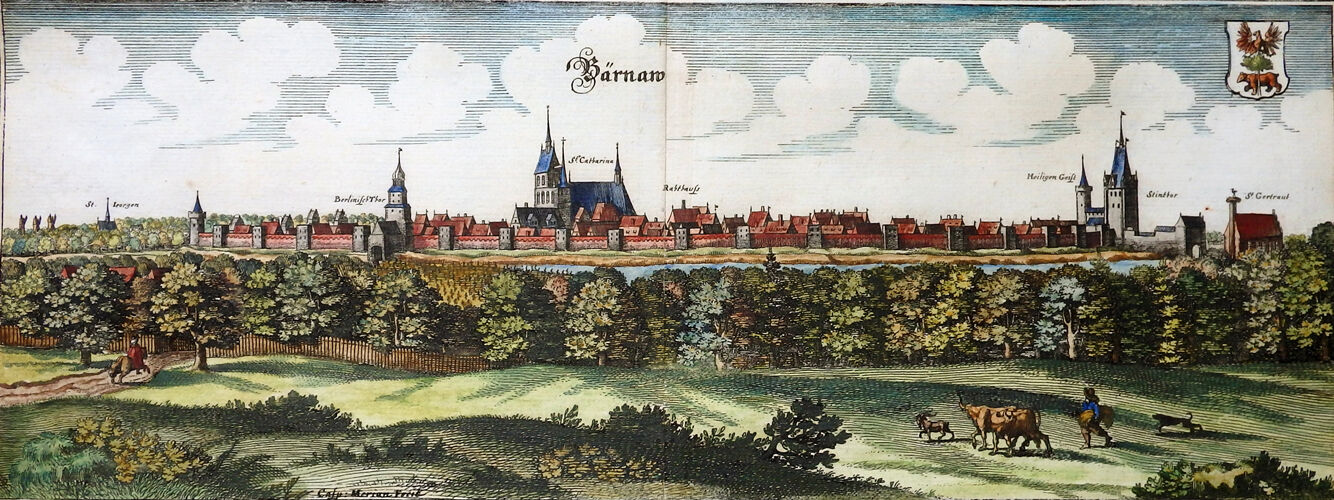
صورة تاريخية لمدينة بيرناو في عام 1650 تقريبًا

منذ القرن الثامن عشر، كانت بيرناو جزءًا من مملكة بروسيا، ومن عام (1815) إلى عام (1947) ، كانت تقع إداريًا في مقاطعة براندنبورغ.
خلال الحرب العالمية الثانية، في الفترة من (1943) إلى (1945) ، كانت هذه المنطقة موقعًا لمعسكر فرعي من معسكر الاعتقال زاكسنهاوزن. في أوائل عام (1945) ، مرّت مسيرة موت لسجناء من جنسيات مختلفة، من المعسكر الذي تم حله في زابيكوفو إلى زاكسنهاوزن، عبر هذه البلدة.
من عام (1947) إلى (1952) كانت هذه المنطقة جزءًا من ولاية براندنبورغ في ألمانيا الشرقية، ومن عام (1952) إلى (1990) كانت جزءًا من منطقة فرانكفورت الشرقية، ومنذ عام (1990) أصبحت مرة أخرى في ولاية براندنبورغ في ألمانيا الحديثة. في عام (1842) تم افتتاح خط للسكك الحديدية. وفي عام (1924) ، بدأت إحدى أوائل خطوط السكك الحديدية الكهربائية في الضواحي في العالم عملها. وكان خط من قطار "إس بان" في برلين يربط بين برناو ومحطة شتيتينر (اليوم محطة نوردبانهوف) في برلين. كما افتتحت مدرسة النقابات التابعة لاتحاد النقابات الألمانية العامة (ADGB) التي صممها مدير باوهاوس، هانس ماير، في عام (1930). وقد أُدرجت هذه المدرسة ضمن مواقع التراث العالمي الخاصة بباوهاوس ومواقعه في فايمار ودساو وبرناو في يوليو 2017.

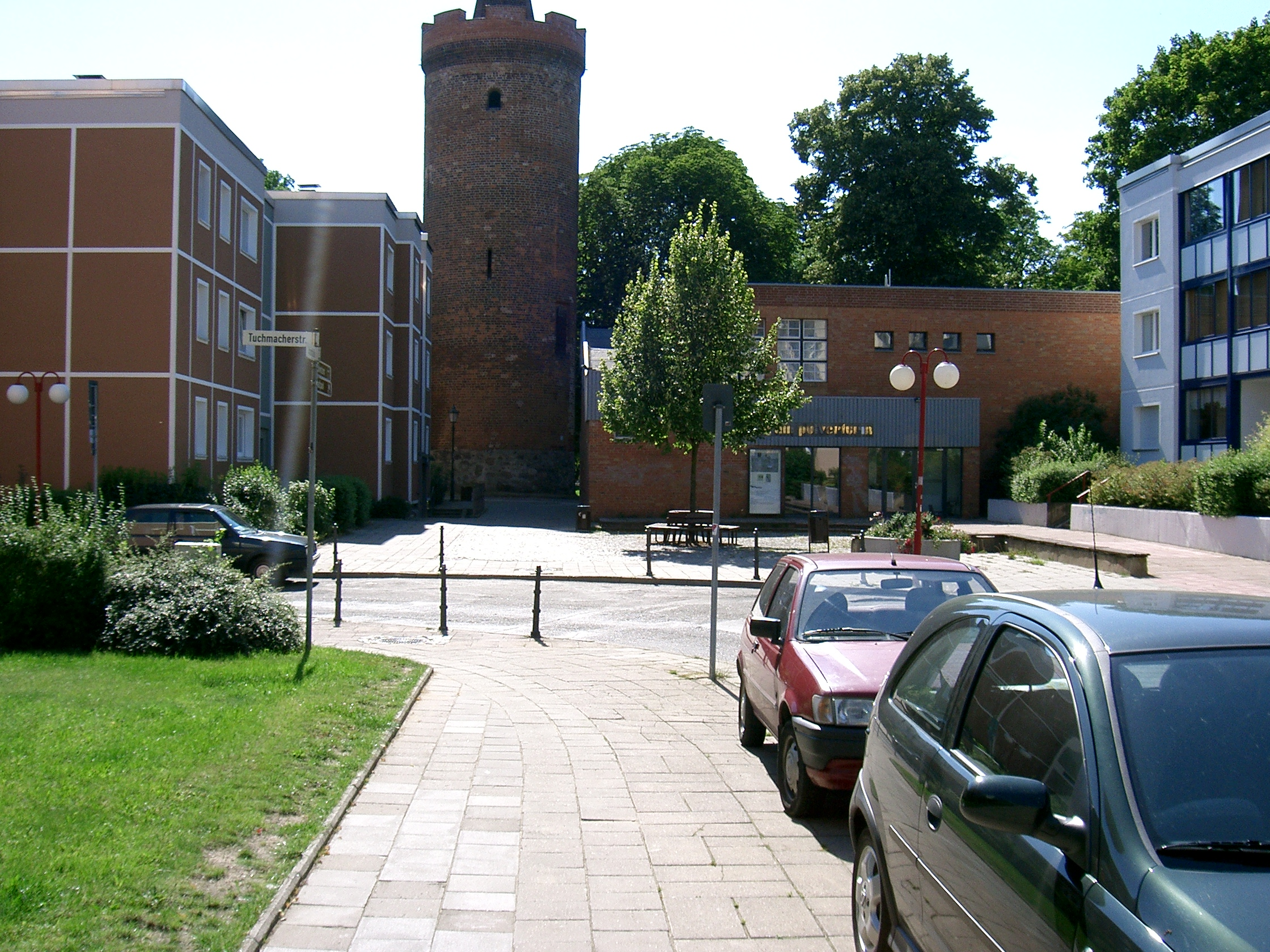
بولفرتورم (ترسانة).

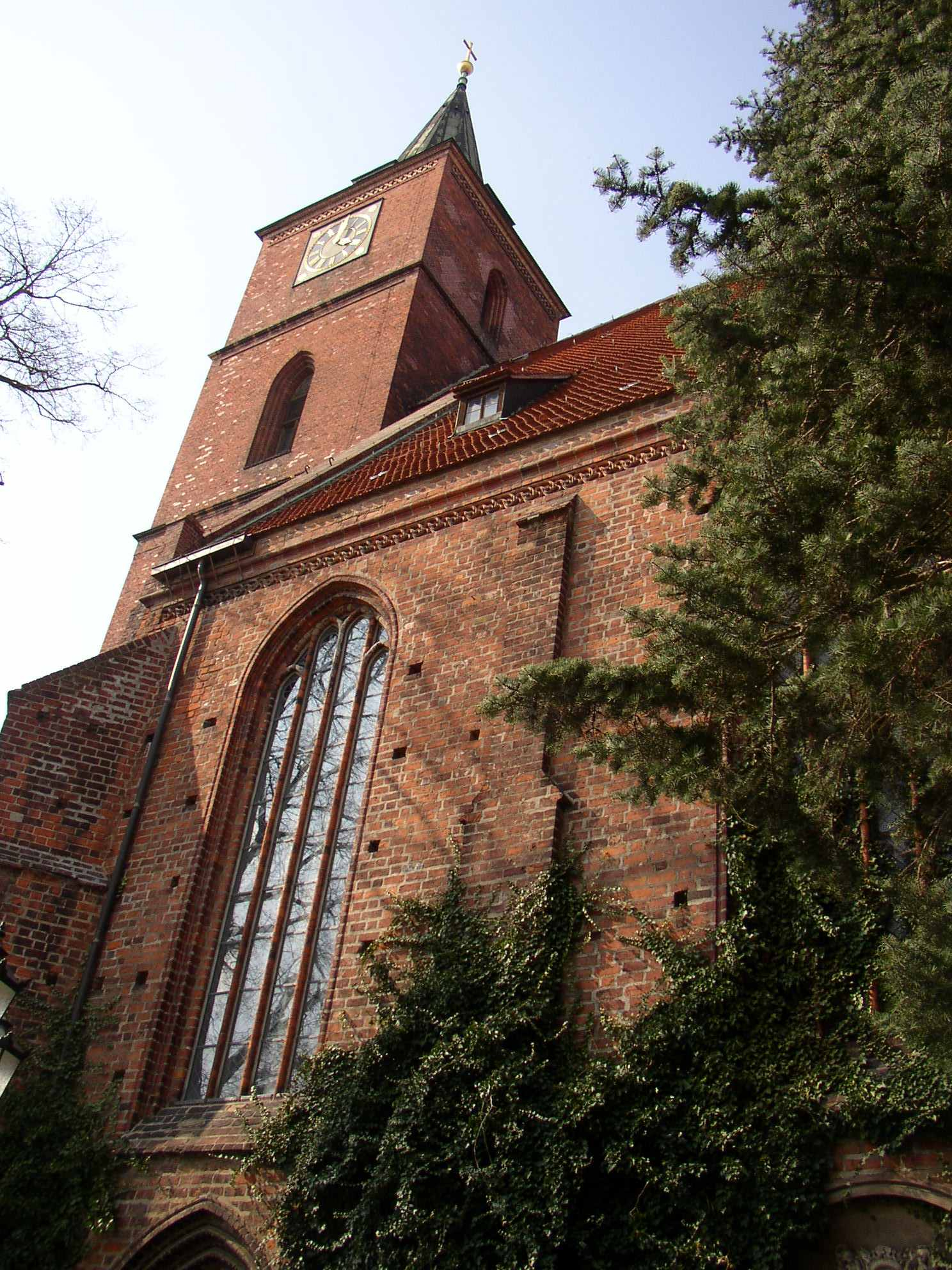
كنيسة القديسة مريم.

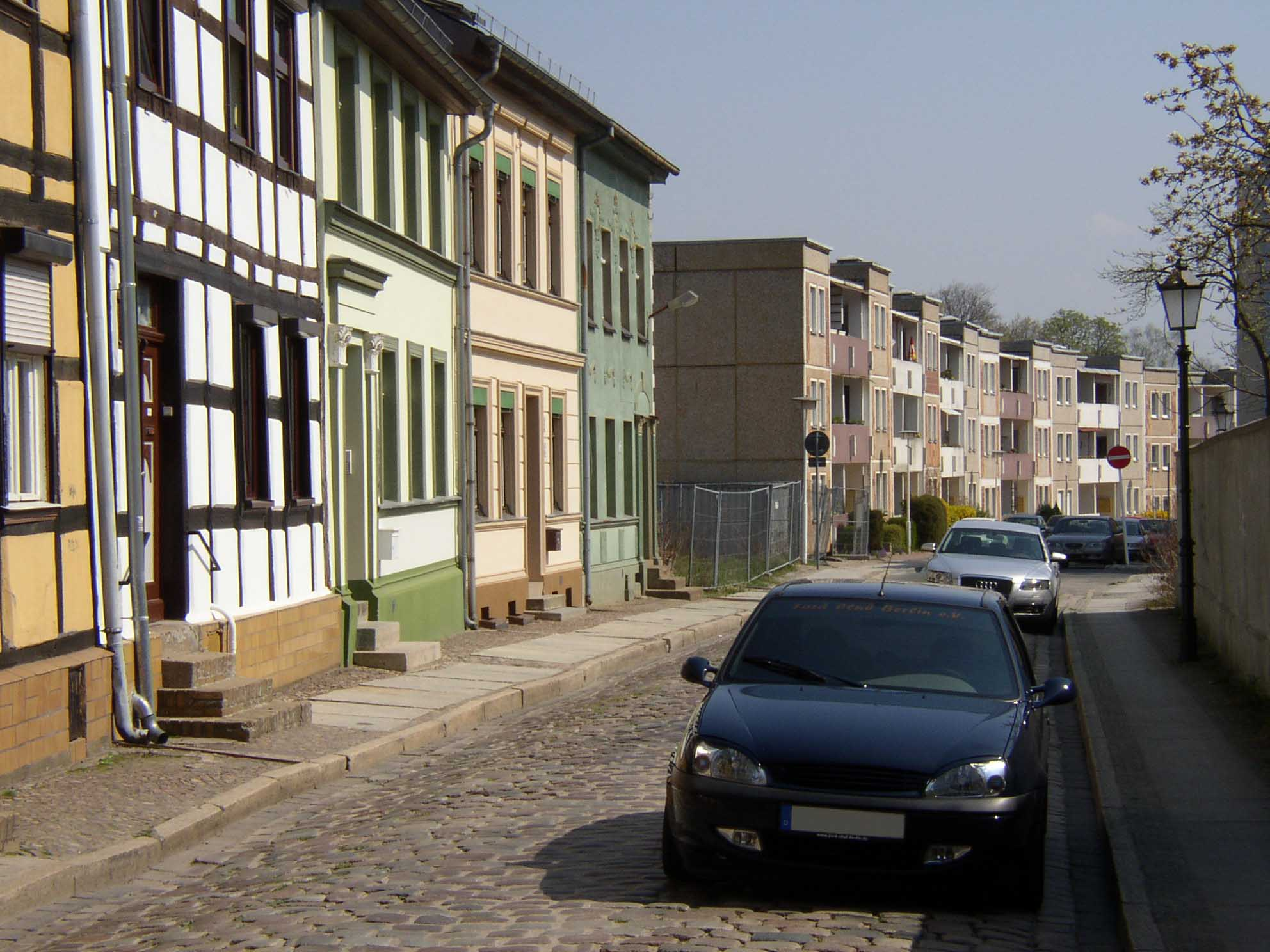
المنازل ذات الإطارات الخشبية و Plattenbauten.

## التركيبة السكانية
- تطور تطور السكان منذ عام 1875 ضمن الحدود الحالية (الخط الأزرق: عدد السكان؛ الخط المتقطع: مقارنة بتطور عدد السكان في ولاية براندنبورغ؛ الخلفية الرمادية: فترة الحكم النازي؛ الخلفية الحمراء: فترة الحكم الشيوعي).
- التطورات السكانية الأخيرة والتوقعات (التطور السكاني قبل تعداد 2011 (الخط الأزرق)؛ التطور السكاني الأخير وفقًا للتعداد السكاني في ألمانيا في عام 2011 (الخط ذو الحدود الزرقاء)؛ التوقعات الرسمية للفترة 2005-2030 (الخط الأصفر)؛ للفترة 2014-2030 (الخط الأحمر)؛ للفترة 2017-2030 (الخط القرمزي)

## الأقسام المحلية
تتكون المدينة من الأقسام المحلية التالية:
- بيركنهوهي (منذ عام 2014)
- بيركهولز (تأسست عام 1993، المنطقة منذ عام 2014)
- بيرخولزاوي (منذ 2014)
- بورنيك (منذ عام 2002)
- لادبورج (منذ عام 2001)
- لوبيتال (منذ عام 2002)
- شونو (منذ عام 2003)
- والدفريدن (منذ 2016)

العديد من المستوطنات المحلية الصغيرة هي أيضًا جزء من المدينة :
- Bernau Süd
- Blumenhag
- Eichwerder
- Friedenstal
- Gieses Plan
- Helenenau
- Kirschgarten
- Liepnitz
- Lindow
- Neubauernsiedlung
- Nibelungen
- Puschkinviertel
- Rehberge
- Rollberg
- Rutenfeld
- Schmetzdorf
- Stadtkern
- Thaerfelde
- Viehtrift
- فالدزيدلونغ [الإنجليزية]
- Woltersdorf

## المعالم السياحية الرئيسية

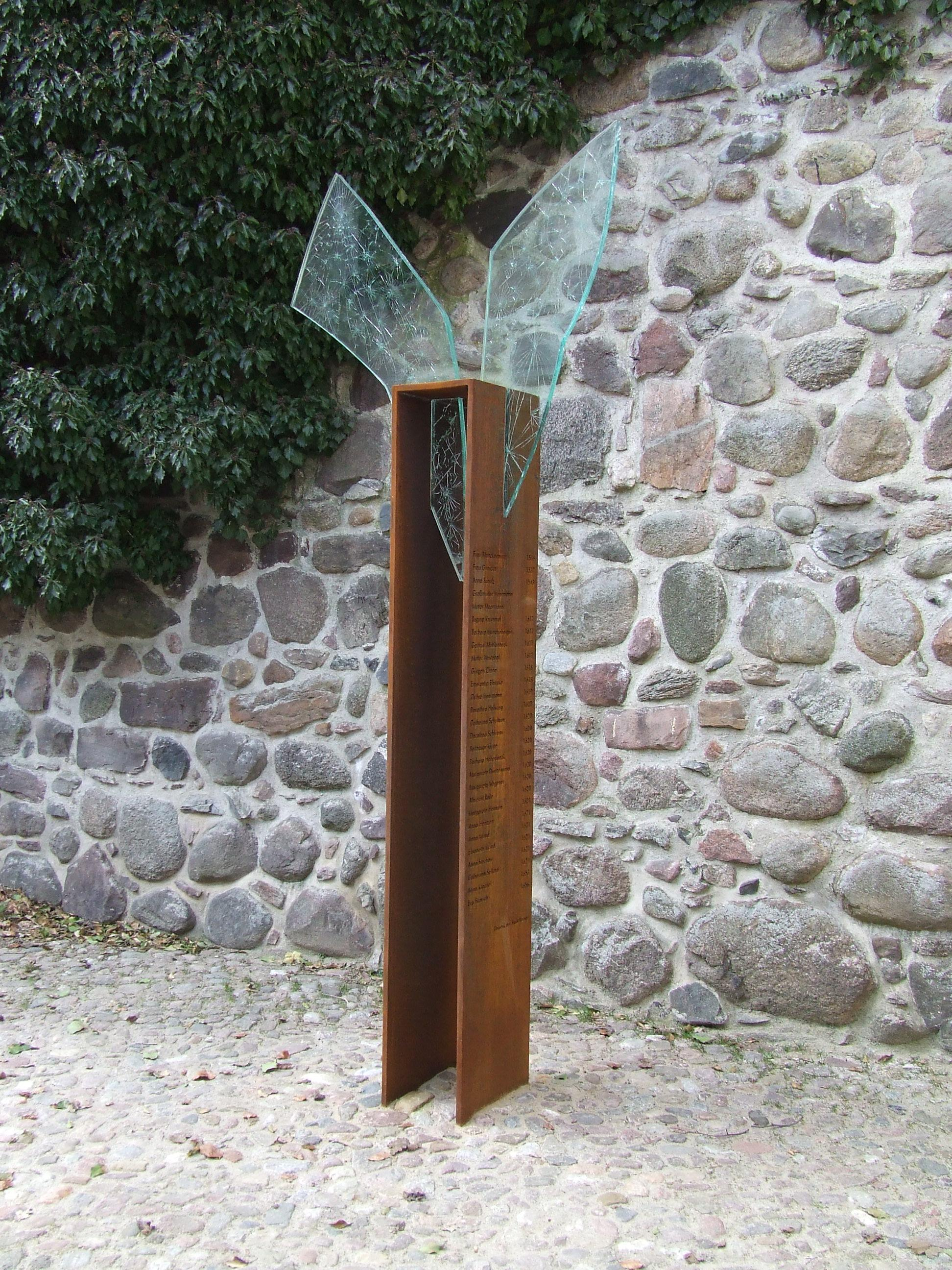
نصب تذكاري لضحايا مطاردة الساحرات في بيرناو

### المتاحف
يحتوي متحف التاريخ المحلي على موقعين ،الأول هو بوابة المدينة التي تضم السجن السابق المسمى "برج الجوع". كانت هذه البوابة واحدة من ثلاث بوابات للمدينة سابقًا، وكانت جزءًا من السور الدفاعي. اليوم، يتم عرض الدروع وأدوات التعذيب من العصور الوسطى هناك. أما في "بيت الجلاد"، فيُعرض أثاث شائع من عدة عصور وأدوات استخدمها الجلاد لعرض الحياة في البلدة الصغيرة.
وفي عام 2005، تم افتتاح متحف وولف كالين. يتم عرض فن الوسائط منذ أكثر من 40 عامًا هناك.
في عام 2005، أنشأت أنيلي غروند نصبًا تذكاريًا لضحايا مطاردة الساحرات.

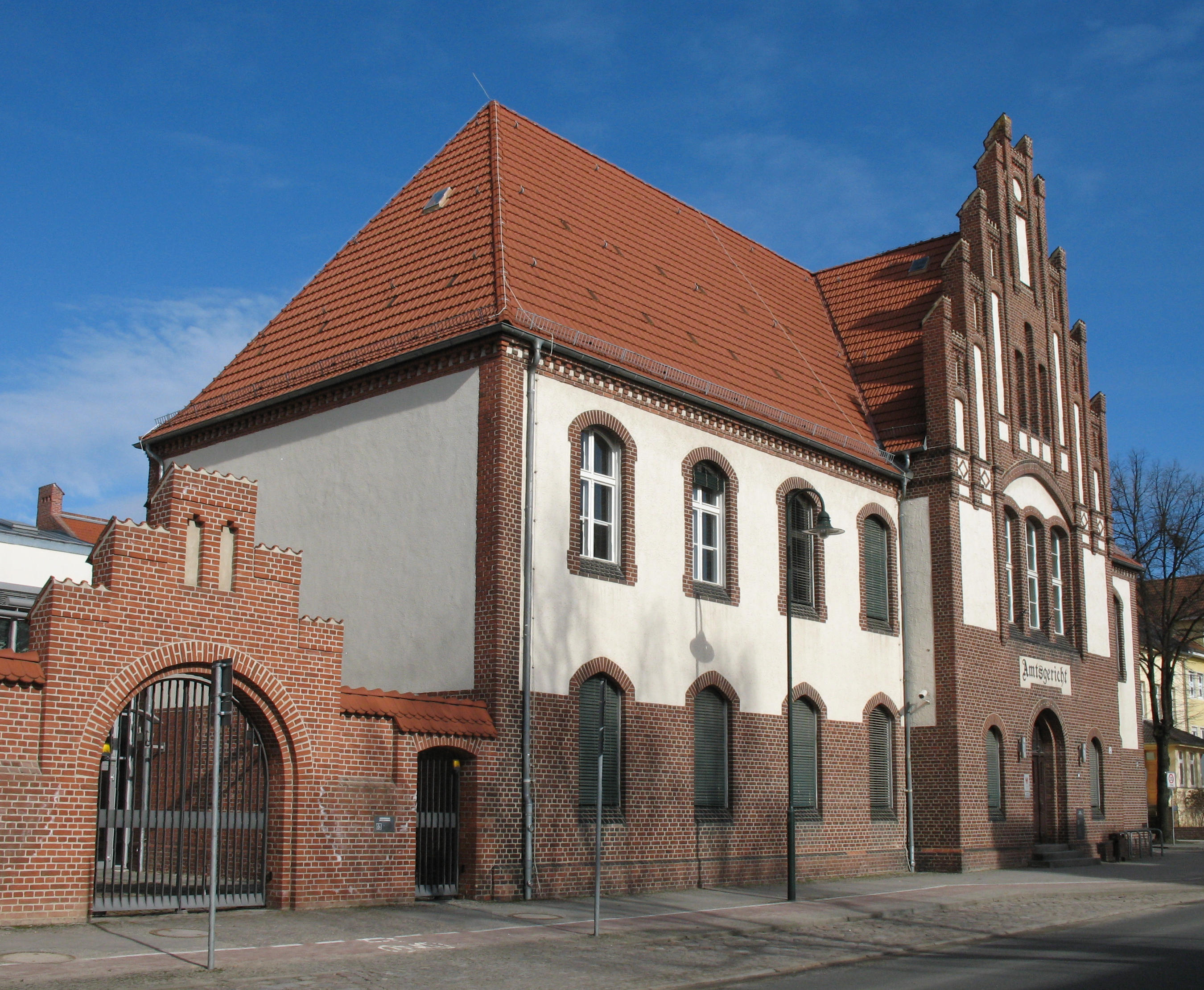
المحكمة الجزئية المحلية

### المباني
تسيطر كنيسة القديسة ماريان ذات الطراز القوطي المتأخر على أفق المدينة. وقد بُني صحن الكنيسة في القرن الخامس عشر.
تم الحفاظ على أجزاء كبيرة من الأسوار الدفاعية والخنادق المائية من العصور الوسطى. ويكمل السور الدفاعي عدة أبراج مراقبة، ومستودع الأسلحة (برج البارود)، وبوابة للمدينة.
حتى الستينيات، كان وسط المدينة، المحاط بالسور الدفاعي، يتكون من مبانٍ صغيرة قديمة ذات هياكل خشبية. وكانت معظم هذه المباني في حالة سيئة بسبب عدم توفر الأموال لترميمها في ألمانيا الشرقية. تم اتخاذ قرار بتحويل بيرناو إلى مدينة نموذجية للعمارة الاشتراكية. تم هدم معظم المنازل القديمة في الستينيات والسبعينيات، وبُنيت مبانٍ جديدة من ألواح خرسانية مسبقة الصنع (بلاتنبوتن). كانت المباني الجديدة مكونة من أربعة طوابق كحد أقصى لتتناسب مع الطراز المعماري التاريخي للمدينة.
تقع مدرسة اتحاد النقابات الألمانية العامة (ADGB) السابقة في شمال شرق المدينة. وهي أكبر مبنى على طراز باوهاوس بعد مبنى باوهاوس نفسه.

شارع بريتشايدس
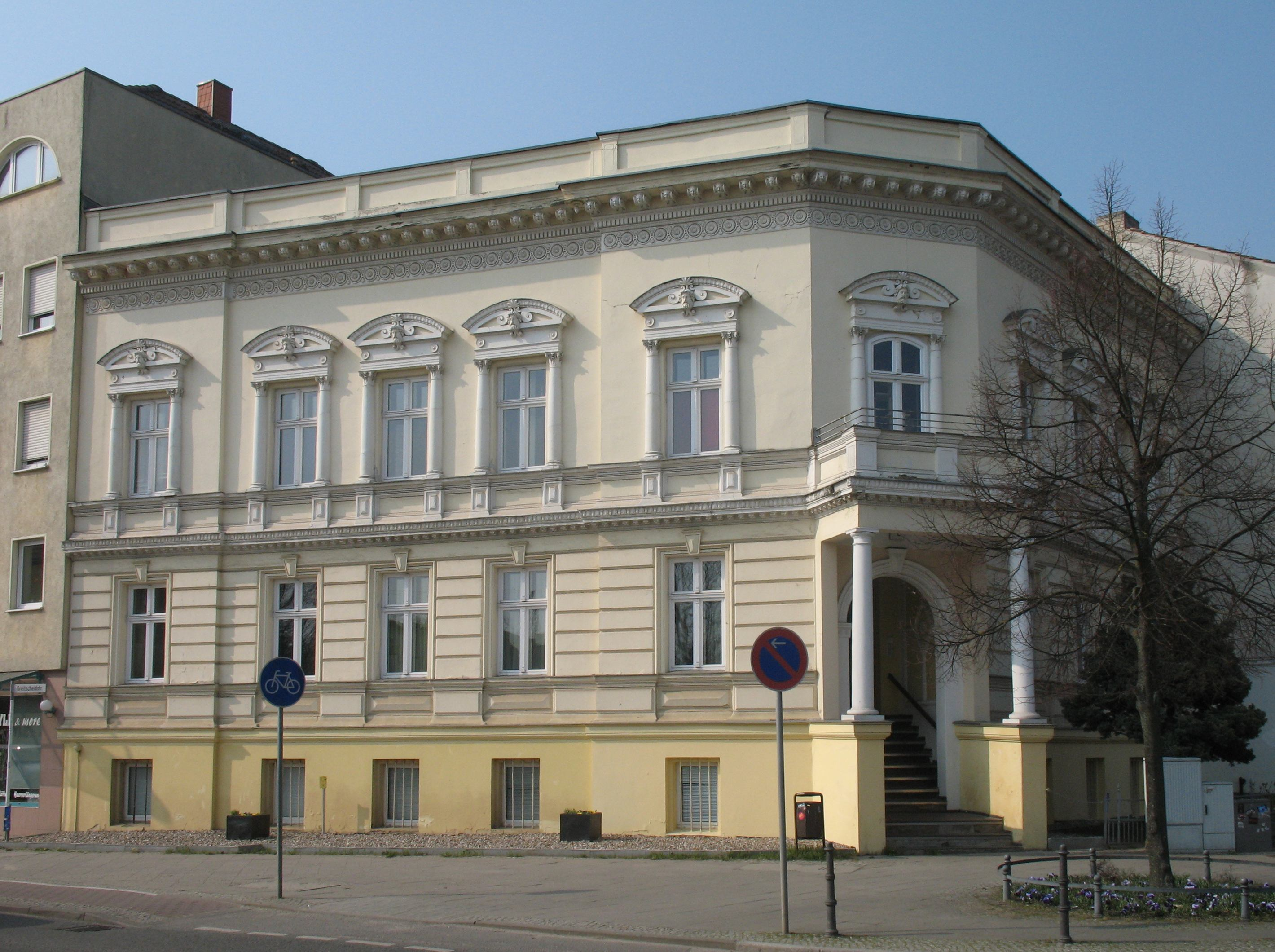
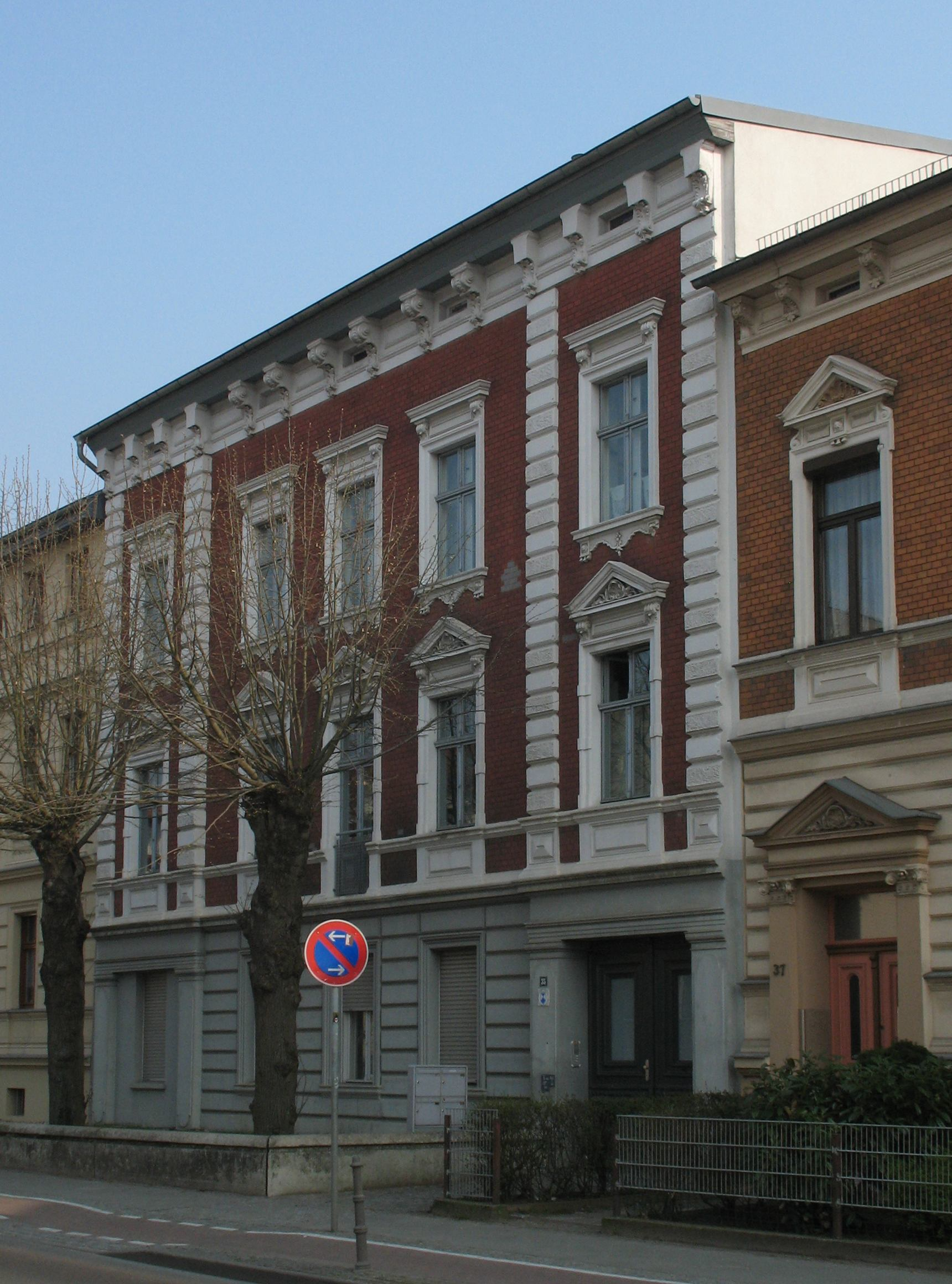
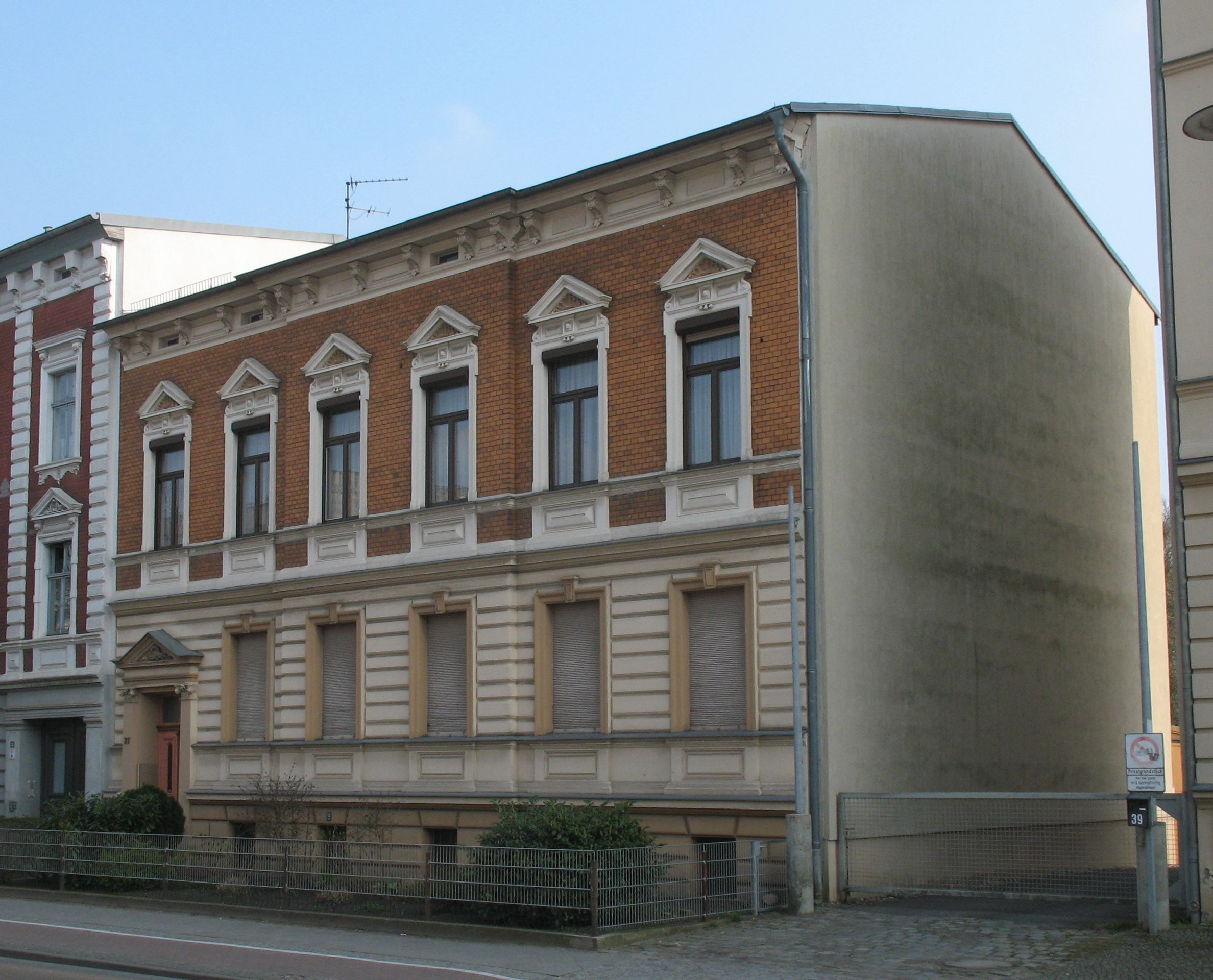
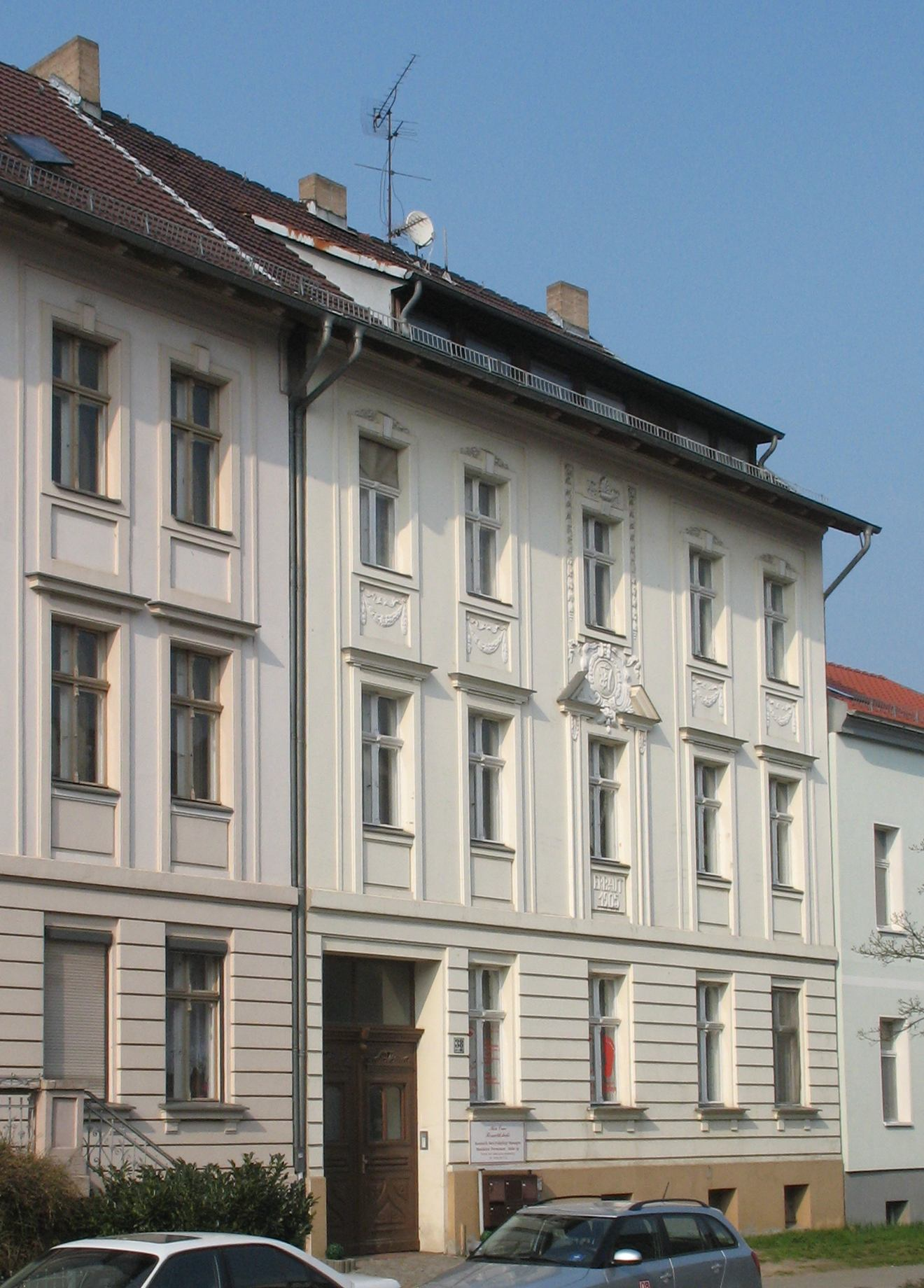
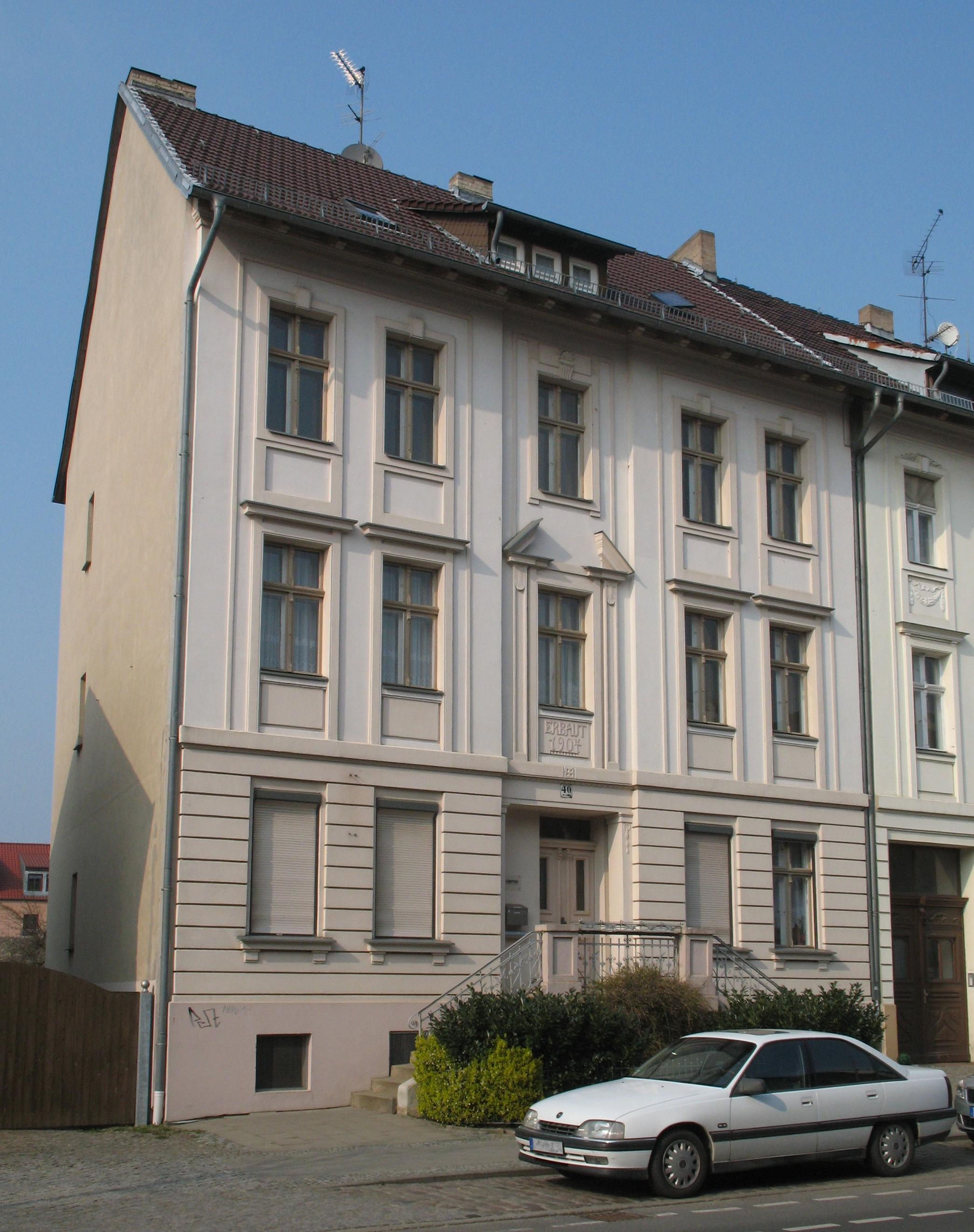
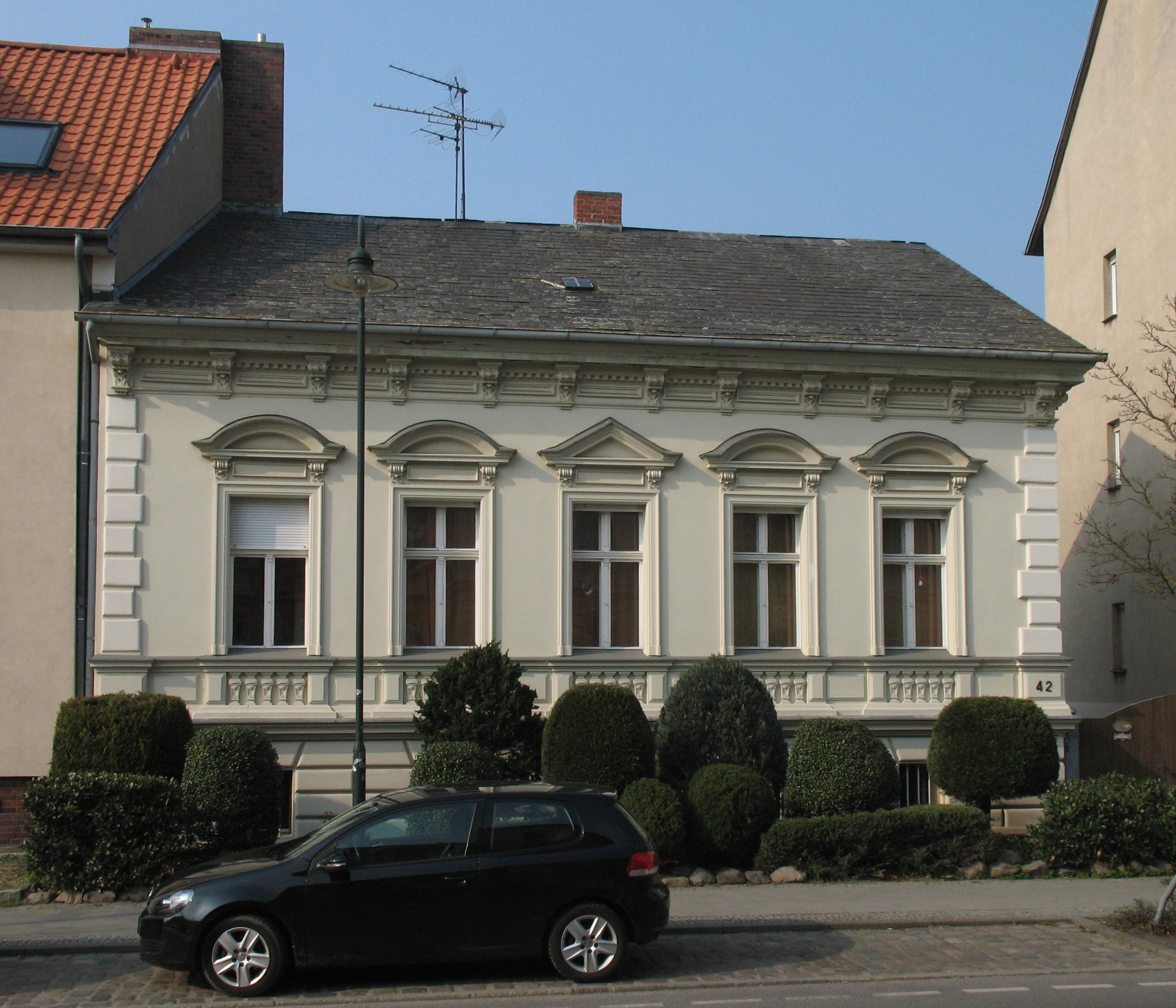
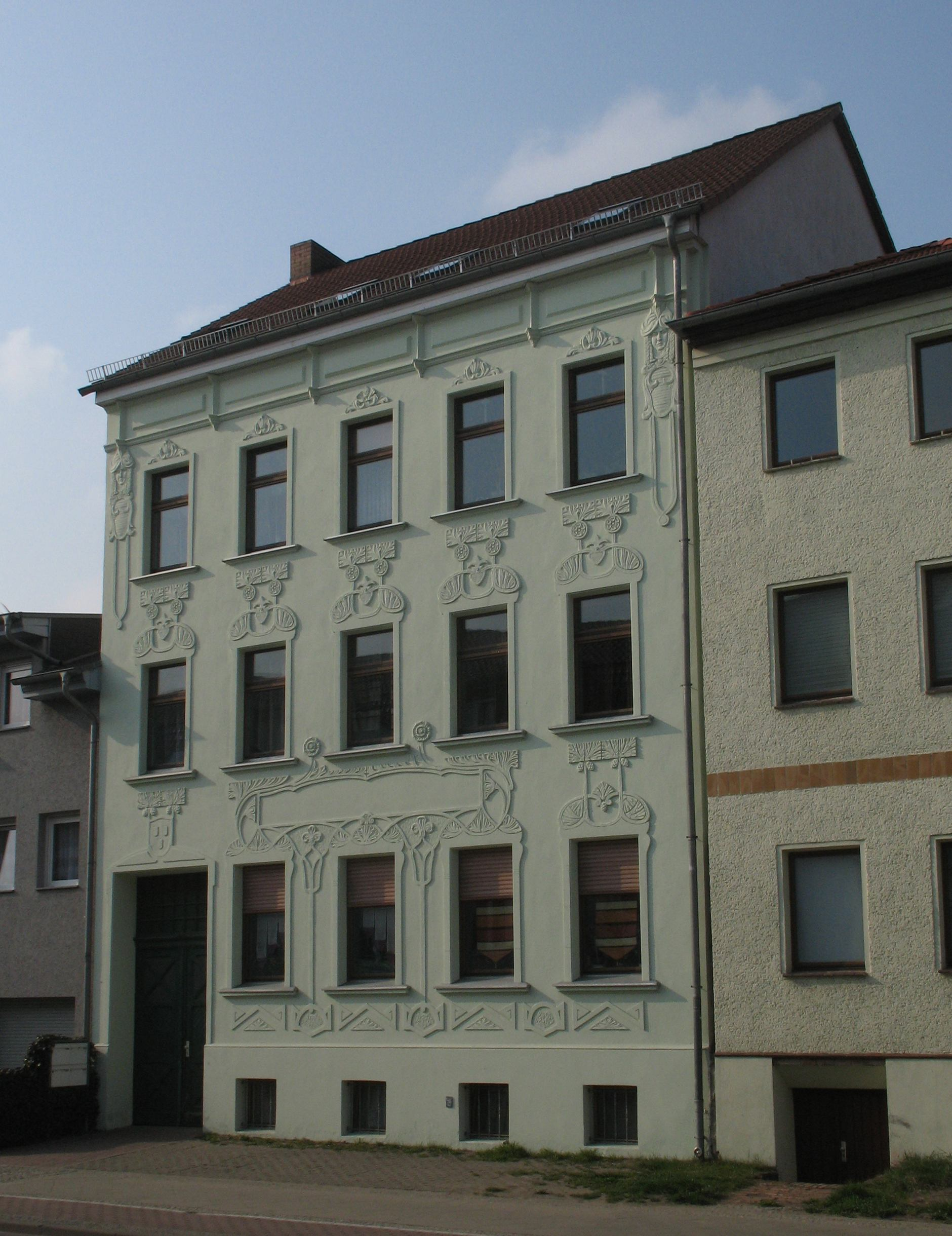

## التنقل
يربط خط S2 من قطار الضواحي في برلين (إس بان) بين بيرناو ومحطة فريدريششتراسه في وسط المدينة. كما تربط السكك الحديدية الإقليمية بيرناو بمدن إبيرسفالده، وشفيدت، وشتراوسوند، وفرانكفورت (أودر) في الشمال، وبرلين هاوبتبانهوف، وبرلين ليشتنبيرغ، وإلشترويردا في الجنوب. وتتوفر قطارات المسافات الطويلة إلى شتراوسوند، ودورتموند، ودوسلدورف، ودريسدن، وأمستردام.
يحتوي الطريق السريع الفيدرالي A11 من برلين إلى برينتسلاو وشتشيتسين على مخرجي بيرناو الشمالي (رقم 15) وبيرناو الجنوبي (رقم 16).

## المدن التوأم – المدن الشقيقة
ترتبط مدينة بيرناو في برلين بعلاقات توأمة مع: 
- شامبيني سور مارن، فرنسا
- ميكنهايم، ألمانيا
- سكويرزينا، بولندا

## الشخصيات البارزة

### مواطن فخري
- كونراد وولف (1925-1982) ، هو مخرج سينمائي،و رئيس أكاديمية الفنون، كان أول قائد لمدينة بيرناو بعد الحرب العالمية الثانية (أبريل 1945) في سن التاسعة عشرة، مواطن فخري منذ عام (1975).

### أبناء و بنات المدينة
- أنطون فون ديجانيتش-غليزتشينسكي (1820-1905) ، سياسي، عضو في الرايخستاغ الألماني
- شارلوت مادير (مواليد 1905) ، رياضية.
- هانز يورجن بوخنر (مواليد 1944) ، موسيقي وملحن.
- جانيت بيدرمان (مواليد 1980) ، فنانة.

### الأشخاص المرتبطون ببرناو
- ماريان بوجنهاجن (من مواليد عام 1953) ، الفائزة بالألعاب البارالمبية عدة مرات، تعيش في بيرناو.
- وولف كاهلين (من مواليد 1940) ، فنان الأداء والأشياء والوسائط، افتتح متحفه في بيرناو في عام 2005
- غونتر ماليودا (1931–2012) ، سياسي (DBD) ، رئيس الغرفة الشعبية قبل إعادة توحيد ألمانيا.
- قام هانز ماير (1889–1954) ، مهندس معماري، ببناء Bundesschule des Allgemeine Deutscher Gewerkschaftsbundes (مدرسة ADGB Trade Union School) في بيرناو من عام 1928 إلى عام 1930.
- Andreas Müller (judge) [andreas müller (richter)] (من مواليد 1961) ، قاضي الأحداث في بيرناو.
- جوهانا أولبريتش (1926-2004) ، جاسوسة، عاشت سنواتها الأخيرة في بيرناو.

## الروابط الخارجية
- الموقع الرسمي
 باللغة الألمانية